# High Time (film)
High Time (titlu original: High Time) este un film american de comedie din 1960 regizat de Blake Edwards. Rolurile principale au fost interpretate de actorii Bing Crosby, Fabian, Tuesday Weld și Nicole Maurey. Filmul este redat din perspectiva unui bărbat de vârstă mijlocie care intră în lumea unei noi generații de tineri postbelici.

## Distribuție
- Bing Crosby - Harvey Howard
- Fabian Forte - Gil Sparrow
- Tuesday Weld - Joy Elder
- Nicole Maurey - Prof. Helene Gauthier
- Richard Beymer - Bob Bannerman
- Patrick Adiarte - T.J. Padmanagham
- Yvonne Craig - Randy 'Scoop' Pruitt
- Jimmy Boyd - Robert Higgson
- Gavin MacLeod - Profesor Thayer
- Kenneth MacKenna - Președintele Byrne din Pinehurst
- Nina Shipman - Laura Howard
- Angus Duncan - Harvey Howard Jr.
- Paul von Schreiber - Crump
- Harold Ayer - Student
- Jimmy Baya - Band Leader
- Carla Borelli - Partenera lui Harvey Jr.'s la bal
- Harry Carter - Șoferul lui Harvey
- Alvin Childress - Crainic invitat la balul Judecătorului Carter
- Donald Cockburn - Antrenor de baschet
- Dick Crockett - Bones McKinney
- Douglass Dumbrille - Judecătorul Carter
- Gregg Dunn - într-un rol minor
- Opal Euard - Mrs. Carter
- Frank Fowler - Professor
- Don Gazzaniga in bit role
- Ruby Goodwin - Dr. Byrne's Maid
- Ray Hamilton - Laura's Date at Ball
- John Page Harrington - Heazlett
- Linda Hutchings - într-un rol minor
- Byron Kane - Profesor
- Jean Paul King - Profesor
- James Lanphier - Burdick, Maitre D' at Harvey Howard's
- Johnny Lee - Servant at Judge Carter's Ball
- Mary Patton - Matron
- Edmund T. Peckham - Profesor
- Ray A. Rustigan - Hedgepeth
- Art Salter - Gas Station Attendant
- Jeffrey Sayre - Helps Harvey from Floor at Dance
- Frank J. Scannell - Auctioneer at College
- Elisabeth Talbot-Martin - Matron
- Emerson Treacy - Profesor
- Janice Trotter - Student
- Irene Vernon - Matron
- Ernestine Wade - Judge Carter's Maid
- H.E. West - într-un rol minor